# Marwan Mohsen
Marwan Mohsen (Cairo, 26 de fevereiro de 1989) é um futebolista egípcio que atua como atacante. Atualmente joga pelo Future.

## Carreira
Marwan Mohsen integrou do elenco da Seleção Egípcia de Futebol da Olimpíadas de 2012.

## Títulos
Seleção Egípcia
- Campeonato Africano das Nações: Vice - 2017